# Richard Estcourt
Richard Estcourt, angleški gledališki igralec in dramatik, * 1668, † 1712.
Prvič je nastopil leta 1704 kot Dominick v Drydenovem Španski menih, nato pa je postal eden vodilnih igralcev na Drury Lane.
Poleg igralstva je bil tudi dramatik; napisal je komediji The Fair Example, or the Modish Citizen (1703) in Prunella (1704).